# Весёловка (Крым)
Весёловка (до 1948 года Ота́ры; укр. Веселівка, крымскотат. Otar, Отар) — село в Сакском районе Крыма (согласно административно-территориального деления России — центр Весёловского сельского поселения Республики Крым, согласно административно-территориальному делению Украины — в составе Весёловского сельского совета Автономной Республики Крым).

## Население
| 2001 | 2014  |
| ---- | ----- |
| 1528 | ↘1390 |

Всеукраинская перепись 2001 года показала следующее распределение по носителям языка
| Язык             | Процент |
| ---------------- | ------- |
| русский          | 46.53   |
| украинский       | 27.16   |
| крымскотатарский | 22.45   |
| белорусский      | 1.05    |
| другие           | 0.27    |

### Динамика численности
| - 1806 год — 37 чел. - 1864 год — 13 чел. - 1889 год — 63 чел. - 1900 год — 69 чел. - 1915 год — 16/96 чел. | - 1926 год — 70 чел. - 1939 год — 97 чел. - 1989 год — 700 чел. - 2001 год — 1528 чел. - 2014 год — 1390 чел. |

## Современное состояние

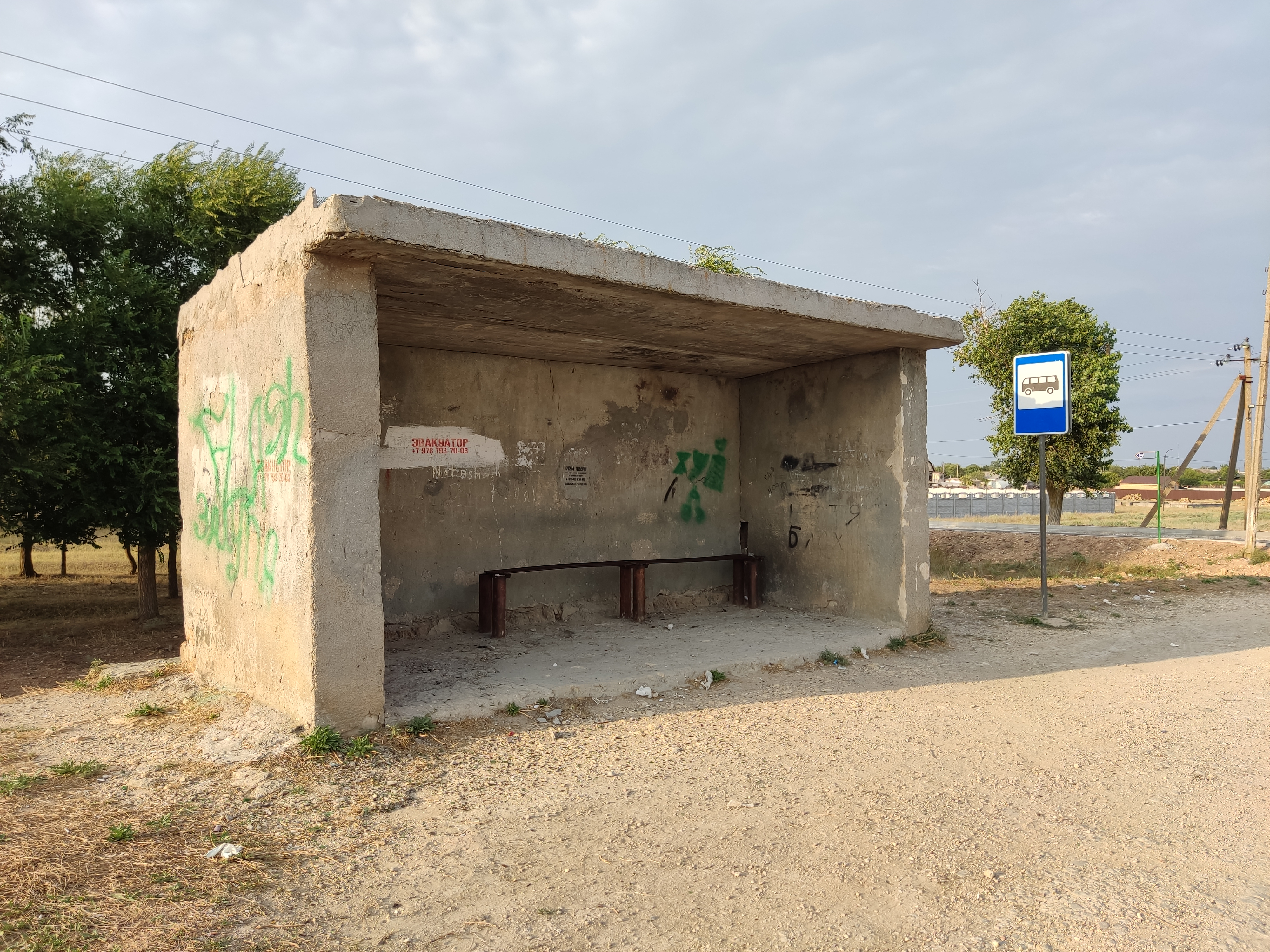
Остановка, 2021 год

На 2016 год в Весёловке 7 улиц и 3 переулка; на 2009 год, по данным сельсовета, село занимало площадь 196 гектаров, на которой размещалось 440 дворов. В селе действуют средняя общеобразовательная школа>, детский сад «Спутник», дом культуры, сельская библиотека, фельдшерско-акушерский пункт.
Село связано автобусным сообщением с Евпаторией и соседними населёнными пунктами.

## География
Весёловка находится в степном Крыму, в северо-западной части Сакского района, на автодороге Т-0108 Евпатория — Черноморское, высота над уровнем моря — 51 м. Соседние сёла: в 1,5 км к юго-востоку по шоссе — Порфирьевка , Шаумян и Властное — в 3,5 км к северо-востоку и востоку. Расстояние до райцентра — около 47 километров (по шоссе), до железнодорожной станции Евпатория — около 24 километров. Транспортное сообщение осуществляется по региональной автодороге 35К-015 35К-013 Черноморское — Евпатория (по украинской классификации — Т-01-08).

## История
Первое документальное упоминание встречается в Камеральном описании Крыма… (1784), согласно которому в последний период Крымского ханства населённый пункт Артал входил в Байнакский кадылык Козловскаго каймаканства.
После присоединения Крыма к России (1783), (8) 19 февраля 1784 года, именным указом Екатерины II сенату, на территории бывшего Крымского ханства была образована Таврическая область и деревня была приписана к Евпаторийскому уезду. После павловских реформ, с 1796 по 1802 год входила в Акмечетский уезд Новороссийской губернии. По новому административному делению, после создания 8 (20) октября 1802 года Таврической губернии, Отар был включён в состав Кудайгульской волости Евпаторийского уезда.
По Ведомости о волостях и селениях, в Евпаторийском уезде с показанием числа дворов и душ… от 19 апреля 1806 года в деревне Отар числилось 6 дворов и 37 жителей — крымских татар. На военно-топографической карте генерал-майора Мухина 1817 года деревня Атар обозначена с 6 дворами. После реформы волостного деления 1829 года Отар, согласно «Ведомости о казённых волостях Таврической губернии 1829 года», остался в составе Кудайгульской волости На карте 1836 года в деревне 4 двора, а на карте 1842 года Отар обозначен условным знаком «малая деревня», то есть менее 5 дворов.
В 1860-х годах, после земской реформы Александра II, деревню приписали к Чотайской волости. В «Списке населённых мест Таврической губернии по сведениям 1864 года», составленном по результатам VIII ревизии 1864 года, Отар — владельческая татарская деревня с 3 дворами, 13 жителями и мечетью при колодцах. По обследованиям профессора А. Н. Козловского 1867 года, глубина колодцев в деревне составляла 25—40 саженей (52—85 м), вода в которых была горькая или солёная и кроме неё другой воды нет. На трёхверстовой карте Шуберта 1865—1876 года в деревне обозначено 5 дворов). В «Памятной книге Таврической губернии 1889 года», по результатам Х ревизии 1887 года, в деревне Отар числилось 8 дворов и 63 жителя.
Земская реформа 1890-х годов в Евпаторийском уезде прошла после 1892 года, в результате Отар приписали к Донузлавской волости. По «…Памятной книжке Таврической губернии на 1900 год» в деревне числилось 69 жителей в 10 дворах. По Статистическому справочнику Таврической губернии. Ч.II-я. Статистический очерк, выпуск пятый Евпаторийский уезд, 1915 год, в Донузлавской волости Евпаторийского уезда числились экономия Отар (Гелеловича) (3 двора, 11 человек приписного населения и 50 — «постороннего») и одноимённый хутор Бабаджана (1 двор, 5 человек приписного населения и 46 — «постороннего»).
После установления в Крыму Советской власти, по постановлению Крымревкома от 8 января 1921 года № 206 «Об изменении административных границ», была упразднена волостная система и село вошло в состав Евпаторийского района Евпаторийского уезда, а в 1922 году уезды получили название округов. 11 октября 1923 года, согласно постановлению ВЦИК, в административное деление Крымской АССР были внесены изменения, в результате которых округа были отменены и произошло укрупнение районов — территорию округа включили в Евпаторийский район. Согласно Списку населённых пунктов Крымской АССР по Всесоюзной переписи 17 декабря 1926 года, в селе Отары, Болек-Аджинского сельсовета Евпаторийского района, числилось 17 дворов, все крестьянские, население составляло 70 человек, из них 56 русских, 13 украинцев и 1 чех. По данным всесоюзная перепись населения 1939 года в селе проживало 97 человек.
В годы Великой Отечественной войны на фронтах сражались жители Отар, 27 из них погибли. В их честь в 1971 году в центре села установили памятный знак работы скульптора Л. С. Смерчинского. Постановлением Совета министров Республики Крым № 627 от 20 декабря 2016 года памятник отнесён к категории объектов культурно-исторического наследия России регионального значения.

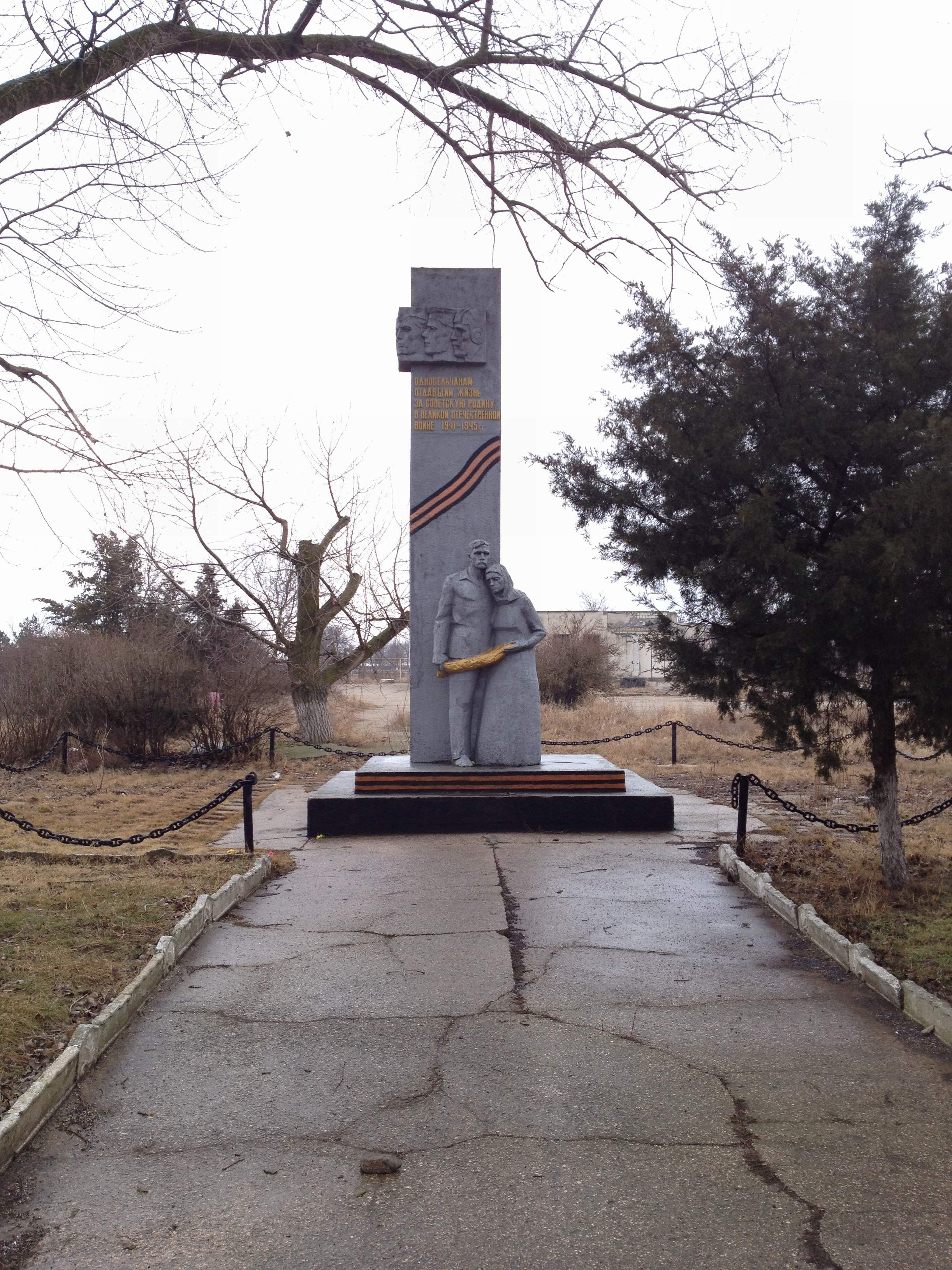
Памятный знак в честь воинов-односельчан

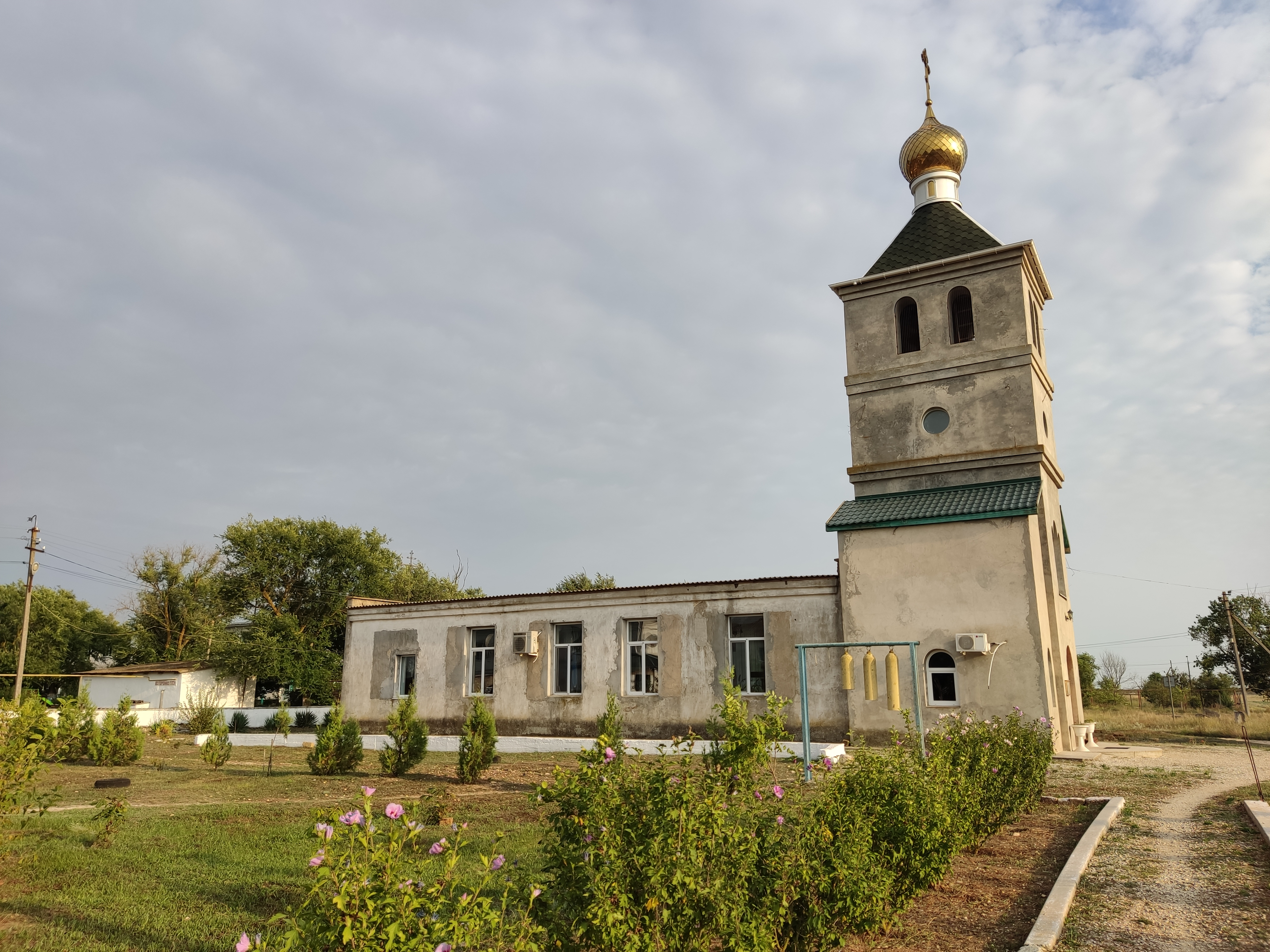
Церковь, 2021

После освобождения Крыма от фашистов, 12 августа 1944 года было принято постановление № ГОКО-6372с «О переселении колхозников в районы Крыма» и в сентябре 1944 года в район приехали первые новосёлы (150 семей) из Киевской и Каменец-Подольской областей, а в начале 1950-х годов последовала вторая волна переселенцев из различных областей Украины. С 25 июня 1946 года Отары в составе Крымской области РСФСР.Указом Президиума Верховного Совета РСФСР от 18 мая 1948 года Отары объединили с Веселовкой под названием Весёловка (на последних довоенных картах, например — километровой карте Генштаба Красной армии 1941 года, село фигурирует с двумя названиями: Отары и Весёловка, что, видимо, и послужило основанием для такого решения). 26 апреля 1954 года Крымская область была передана из состава РСФСР в состав УССР. Время включения в состав Воробьёвского сельсовета пока не установлено: на 15 июня 1960 года село уже числилось в его составе. 1 января 1965 года, указом Президиума ВС УССР «О внесении изменений в административное районирование УССР — по Крымской области», Евпаторийский район был упразднён и село включили в состав Сакского (по другим данным — 11 февраля 1963 года). 5 сентября 1985 года был создан Весёловский сельский совет. По данным переписи 1989 года в селе проживало 700 человек. С 12 февраля 1991 года село в восстановленной Крымской АССР, 26 февраля 1992 года переименованной в Автономную Республику Крым. С 21 марта 2014 года — в составе Республики Крым.